# We'll Be Together
«We'll Be Together» es un sencillo de la cantante alemana Sandra, extraído de su álbum Into A Secret Land. Presentaba, sin embargo, una remezcla diferente a la contenida en el LP. 
Esta fue la única canción, junto a «When the Rain Doesn't Come» (de su álbum de estudio Close to Seven, de 1992), en el que el tema fue escrito o coescrito por la propia Sandra, antes de que se publicara en 2007 su álbum The Art of Love.   
El sencillo fue producido por Michael Cretu, la letra fue escrita por Klaus Hirschburger y Hubert Kemmler, y su música fue compuesta por Hubert Kemmler, Markus Löhr y Sandra Cretu. La carátula del sencillo fue diseñada por Mike Schmidt (Ink Studios) y la fotografía fue tomada por Arne Bockelmann.
La voz masculina que acompañaba a Sandra en la canción era la del cantante alemán Hubert Kemmler, líder de la banda alemana Hubert Kah.
Entró en el top 20 alemán el 2 de febrero de 1989, en donde permaneció durante seis semanas, de las cuales una estuvo en el puesto número 9.

## Sencillo
- Sencillo 7"

A: «We'll Be Together» ('89 Remix) - 3:49
B: «It Means Forever» (Instrumental) - 3:43
- Sencillo 12"

A: «We'll Be Together» (Extended Version) - 6:45
B1: «We'll Be Together» (Dub Version) - 3:43
B2: «We'll Be Together» ('89 Remix) - 3:49
- CD maxi

1. «We'll Be Together» (Extended Version) - 6:45
2. «We'll Be Together» (Dub Version) - 3:43
3. «We'll Be Together» ('89 Remix) - 3:49

## Posiciones
| País (1988) | Puesto alcanzado |
| ----------- | ---------------- |
| Alemania    | 9                |
| Austria     | 16               |
| Francia     | 13               |
| Israel      | 3                |
| Suiza       | 22               |